# Ramana Maharshi
Ramana Maharshi (født 30. december 1879 i Tiruchuli i Sydindien, død 14. april 1950) også kendt under navnet Bhagavan Sri Ramana Maharshi, var inder og regnes blandt det 20. århundredes største mystikere. Ramana Maharshi fik sin mystiske erkendelse ved 16-års-alderen. Efter denne oplevelse drog han til bjerget Arunachala nær den sydindiske by Tiruvannamalai. Dette bjerg boede han på resten af sit liv. Ramana Maharshi blev tidligt meget berømt, og folk kom fra hele verden for at tale med ham. Blandt hans gæster var Mahatma Gandhi, Paramhansa Yogananda og Paul Brunton. Paul Brunton gjorde Ramana Maharshi kendt i Europa med bøgerne "A Search in Secret India" (1934) og "The Secret Path" (1935). Disse bøger er oversat til dansk som ”Bag Indiens lukkede døre” og ”Den hemmelige vej”.
Ramana Maharshis grundlæggende lære, der regnes for at høre til advaita vedanta-filosofien og jnana-yoga, går ud på at spørge sig selv: Hvem er jeg? Gennem en vedvarende selv-udspørgen mente Ramana Maharshi, at man vil nå til den erkendelse, at jeget ikke er bundet til kroppen, men er universelt.